# Караин

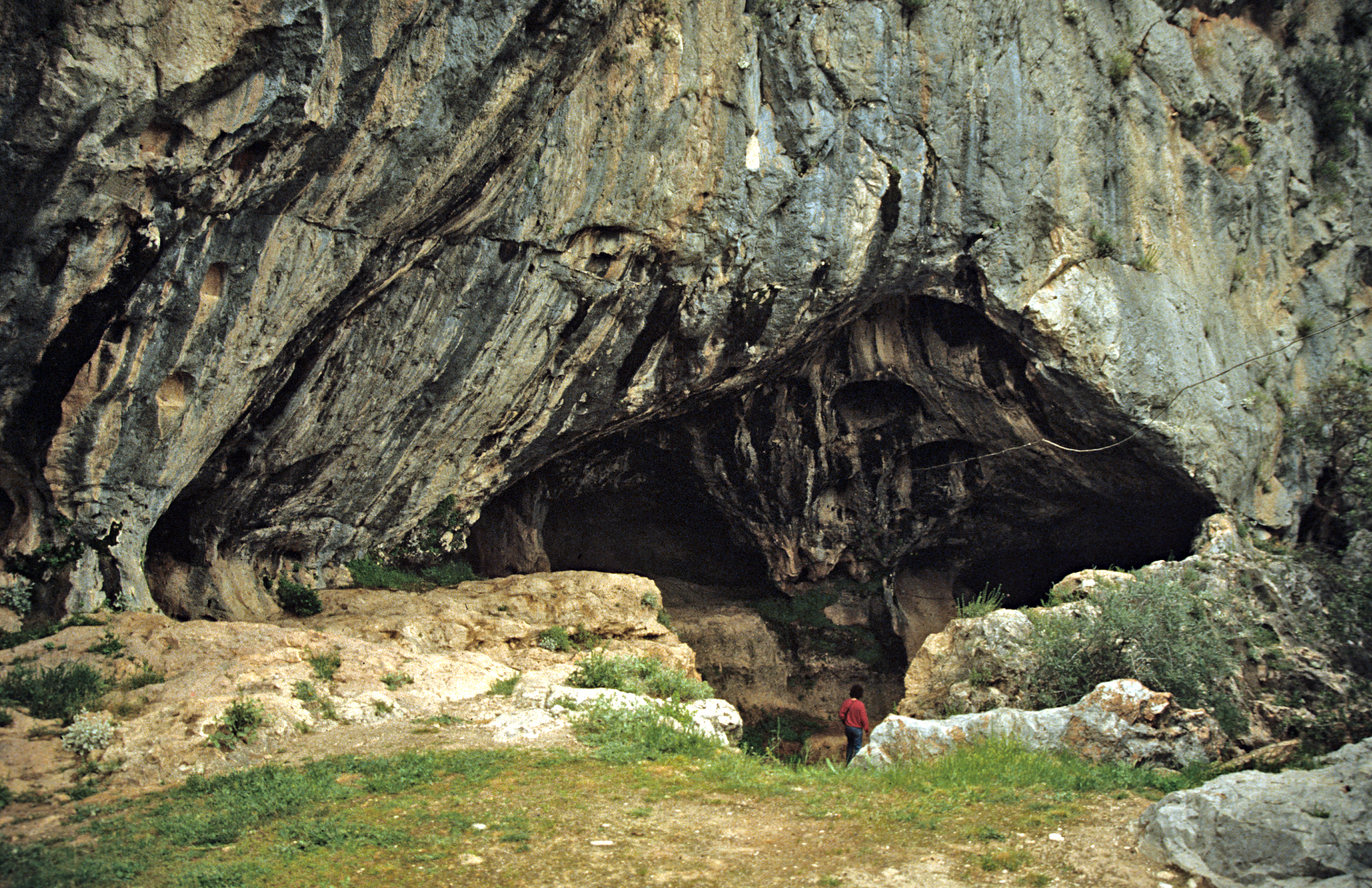
Вход в пещеру Караин

Караин (тур. Karain) — пещера и археологический памятник эпохи палеолита в Турции. Расположена у села Ягджа (Yağca) в 27 км к северо-западу от города Анталья в Средиземноморском регионе Турции. Пещера расположена на высоте около 370 м над уровнем моря и 80 м вверх по склону, где известняковая зона Западного Тавра граничит с равниной из известкового туфа.
В пещерах обнаружены следы обитания людей эпохи среднего палеолита (200—150 тыс. лет назад).
В Музее анатолийских цивилизаций хранится крупная коллекция артефактов, обнаруженных при раскопках пещеры Караин — изделий из камня и кости охотников-собирателей, обитавших в пещере.